# Loa
Loa je s 440 km dužine najduža rijeka u Čileu, a nalazi se u regiji Antofagasti.
Izvire u Andama na nadmorskoj visini od 4277 m. Teče južno kroz oazu Chiu-Chiu, a zatim zapadno kroz grad Calamu i kasnije skreće na sjever i ulijeva se u Tihom oceanu. Ona je jedina rijeka u pustinji Atacama, koja nije isparila u potpunosti. U donjem toku teče uz granicu dviju čileanskih regija Tarapace i Antofagaste.
Rijeka je zaustavljena branom na nekoliko mjesta. Često dolazi do onečišćenja teškim metalima iz rudnika bakra Chuquicamata i iz industrijskog otpada. Grad Calama ima neadekvatno postrojenje za preradu otpadnih voda.
Uz rijeku Lou nalaze se ruševine tvrđave Pucara de Lasana iz doba Inka. 